# Pouldergat
Pouldergat är en kommun i departementet Finistère i regionen Bretagne i västra Frankrike. Kommunen ligger i kantonen Douarnenez som tillhör arrondissementet Quimper. År 2022 hade Pouldergat 1 213 invånare.

## Befolkningsutveckling
Antalet invånare i kommunen Pouldergat
Referens:INSEE